# Edmund Hansen
Edmund Carl Marius Møller Hansen (Odense, 9 de setembro de 1900 — Copenhague, 25 de maio de 1995) foi um ciclista dinamarquês que representou o seu país nos Jogos Olímpicos de 1924, em Paris, onde conquistou uma medalha de prata competindo no tandem, fazendo par com Willy Hansen. Também obteve um melhor desempenho ao terminar em sexto lugar competindo na prova de perseguição por equipes.